# Christoph Kukat

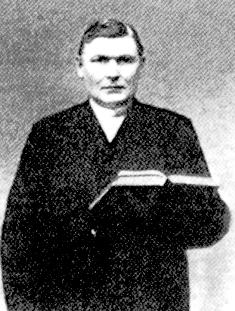
Christoph Kukat

Christoph Kukat, lit. Kristupas Kukaitis (* 31. Dezember 1844 in Groß Wersmeningken, Kreis Pillkallen, Ostpreußen, heute: Belkino; † 3. August 1914 in Tilsit) war ein ostpreußischer Evangelist und Bußprediger. Er gründete den Ostpreußischen Evangelischen Gebetsverein.

## Kirchengeschichtliche Zeitumstände
Der deutsche Pietismus beeinflusste als Gemeinschaftsbewegung in den 1870er und 1880er Jahren einen Großteil der Gläubigen in Preußisch-Litauen/Kleinlitauen. Nach 1870 kam es durch Christoph Kukat und andere Prediger im östlichen Ostpreußen zu einer religiösen Erweckungsbewegung. Neben den kirchlichen Gottesdiensten entstanden Haus- und Gemeinschaftsversammlungen. Sogenannte Stundenhalter hielten in Privathäusern Bibelandachten und Gebetsversammlungen ab.

## Leben und Wirken

### Bekehrung
Christoph Kukat stammte aus einer preußisch-litauischen Bauernfamilie. Als 20-jähriger Soldat erlebte er in Potsdam seine Bekehrung, nachdem er eine christliche Versammlung in einem Privathaus besucht hatte, kurze Zeit danach in ein Militärlazarett kam und dort das Sterben seiner Kameraden miterlebt hatte. Zunächst hielt er sich zu den Klimkenai (lit. Klimkiškiai), den Anhängern des litauischen Stundenhalters Klimkus Grigelaitis. Nach Beendigung des Militärdienstes schloss er sich dann gläubigen Männern in den Kreisen Pillkallen und Ragnit an und gründete mit ihnen eine Gemeinschaft innerhalb der Evangelischen Landeskirche, deren Prediger er wurde.

### Die Buß- und Erweckungsbewegung
Durch seine beeindruckenden Bußpredigten entstand eine immer größer werdende Bewegung, die sich von ganz Ostpreußen bis nach Memel, Berlin, Rheinland und Westfalen erstreckte. Zu den im Sommer stattfindenden Gartenversammlungen kamen zwischen 1.000 und 2.000 Zuhörer. Nach dem Tod seines Vaters übernahm er den elterlichen Bauernhof bei Stallupönen, der aufgrund seiner ausgedehnten Reisetätigkeit mit fremder Hilfe bewirtschaftet werden musste. Kukat heiratete erst mit 46 Jahren und hatte zwei Töchter.
Kukats Anhänger wurden Kukatianer (lit. Kukaitiškiai) genannt und waren Deutsche und Litauer, die im damaligen Preußen lebten. Sie praktizierten das kniende Gebet und lehnten den Chorgesang im Gottesdienst ab. Kukat wirkte unter Litauern, Masuren und Deutschen. Die Versammlungen wurden je nach der Sprache der Zuhörer auf Deutsch, Litauisch oder Polnisch gehalten und von 70 bis 80 Predigern durchgeführt, von denen etwa 25 Litauer und je 30 Deutsche und Masuren waren. Die Gemeinschaftsbewegung fand regen Zuspruch unter den Litauern; fast jeder zweite gehörte dieser Bewegung an.
Die Evangelische Kirche und die staatlichen Behörden standen dieser Erweckungsbewegung, die von vielen Pfarrern als Sekte bezeichnet wurde, negativ gegenüber. Um 1880 wurden die Prediger bei der Regierung und den Landräten wegen unbefugter Abhaltung von Gottesdiensten angeklagt. Das Konsistorium in Königsberg verbot daraufhin Jugendlichen den Besuch der Kukatschen Versammlungen. Polizeibeamte lösten diese auf, wenn der Versammlungsleiter die vorschriftsmäßige Anmeldung nicht schriftlich nachweisen konnte. Der Gebetsstundenhalter Dargys kam sogar ins Gefängnis von Tilsit, wurde jedoch auf Anweisung von König Friedrich Wilhelm IV. freigelassen. Im Jahr 1883 wurde Kukat eingeladen, eine Versammlung in Berlin abzuhalten und meldete diese polizeilich an. Das dortige Polizeipräsidium informierte Kaiser Wilhelm I. darüber, der daraufhin den Wunsch äußerte, Kukats Versammlung besuchen zu wollen. Er gab die Anweisung, den Gottesdienst in der Berliner Garnisonkirche abhalten zu lassen. Der damalige Leiter der Pilgermission St. Chrischona, Carl Heinrich Rappard, schreibt in seinem Reisebericht vom 5. Oktober 1883: „Den 29. September war ich in Tulpeningken, wo Br. Kukat ein Bethaus hat, das ungefähr 1000 Personen faßt. Es war gedrängt voll. Ich sprach deutsch, Kukat litauisch; zum Schluß übersetzte mich noch ein Prediger vom Deutschen ins Litauische. Es waren auch viele aus Rußland gekommen, manche 12-24 Stunden zu Fuß, um dieser Versammlung beizuwohnen. Die russischen Brüder baten mit Tränen, daß man ihnen doch helfen möge. Sie hätten viele unbesetzte Pfarrstellen in Russisch-Polen, und das Versammlungshalten sei ihnen verboten. ... Mehr als 100 Personen blieben die ganze Nacht da, und am andern Morgen um 6.30 Uhr war dann wieder Versammlung. Bis nach Mitternacht sangen sie Lieder aus dem Gesangbuch und morgens um 5 Uhr hörte man schon wieder Gesang.“

### Die Gründung des Ostpreußischen Gebetsvereins
Um der Bewegung angesichts behördlicher Einschränkungen und kirchlicher Widerstände größere Handlungsfreiheit zu geben, gründete Kukat am 27. April 1885 in Berlin den Ostpreußischen Evangelischen Gebetsverein, einen pietistisch-lutherischen Zweig der evangelischen Gemeinschaftsbewegung, auch Evangelischer Gebetsverein, Ostpreußischer Gebetsverein oder Gebetsverein genannt. Dieser besteht noch heute im Westen Deutschlands als Evangelisch-Lutherische Gebetsgemeinschaft.
In vielen Kreisen Ostpreußens wurden Zweigvereine gegründet und Kukat zum Präsidenten und ersten Reiseprediger gewählt. Der Königsberger Verein war von den acht landeskirchlichen Gemeinschaften mit etwa 300 Mitgliedern eine der größten; der Gebetsverein des Kreises Ragnit zählte sogar 3.000 Mitglieder. Einzelne Pfarrer der Evangelischen Landeskirche schlossen sich dieser Bewegung an, so z. B. Carl Ferdinand Blazejewski, Martin und Fritz Girkon. Erst nach dem Ersten Weltkrieg öffnete sich die Kirche für den Gebetsverein; in den 1920er Jahren wurden in Kirchen Festversammlungen der Zweigvereine abgehalten. Im Kirchenkampf während der Zeit des Nationalsozialismus arbeitete der Gebetsverein eng mit der Bekennenden Kirche zusammen. Bis zum Ausbruch des Zweiten Weltkriegs war Prediger Otto Jastremski Mitglied des Ostpreußischen Bruderrates und der Bekenntnissynode.
Im Jahr 1910 führte eine Entscheidung Kukats zu einer Spaltung der Gebetsvereine: Kukat sah im Chordienst eine Verweltlichung der Vereine, sah sie für die Vereinsarbeit als hinderlich an und entschied sich in der neuen Gemeindeordnung gegen sie. Trotz der Schreiben besorgter Brüder war er nicht zum Einlenken bereit. Seither gibt es zwei Richtungen: den (seit 1950 so genannten) Evangelischen Gebetsverein und den (wesentlich größeren) Evangelisch-Lutherischen Gebetsverein.
Nach dem Tod Kukats im Jahr 1914 übernahm Gustav Mäder aus Berlin die Leitung des Vereins. Die nachfolgenden Leiter waren August Dobat (1927–1932), Richard Kanschat (1932–1956), Wilhelm Dworzack (1956–1971), Martin Singel (1971–1981) und Otto Jastremski (ab 1981). Nach dem Zweiten Weltkrieg breitete sich der Gebetsverein durch die heimatvertriebenen Ostpreußen über ganz Deutschland aus. Seinen Hauptsitz hat er in Gelsenkirchen-Erle. 1950 wurde er in Evangelischer Gebetsverein umbenannt.

### Organisation und geistliches Leben
Die Versammlungen wurden Gottesdienste genannt. Die von Kukat nach einer festgelegten Liturgie ordinierten reisenden Brüder hießen Prediger. Daneben gab es Beter, die in öffentlichen Versammlungen beten durften. Chöre, Posaunen und Orgel wurden abgelehnt, ebenso weltliche Vergnügungen wie Tanzen, Kartenspielen, Alkohol und Rauchen. Lieder, Gebete und Liturgie stammten aus dem um 1846 in Königsberg publizierten Alten Quandt’schen Gesangbuch.
Der Historiker Walther Hubatsch berichtet: „Die Mitglieder des Gebetsvereins waren treueste Gottesdienstbesucher, eifrige Abendmahlsgäste und brachten für die Heidenmission wirkliche Opfer. In der Armen- und Krankenpflege vorbildlich tätig, galten sie als „Salz und Licht für die übrige Gemeinde“. Die persönliche Bekehrung wurde als Vorbedingung für den Empfang der Sündenvergebung angesehen und als höchstes Ziel der Wandel im Heiligen Geist angestrebt.“
Der Chrischona-Prediger Martin Liedholz schreibt, Kukat habe die Buße mit viel Weinen und Jammern über die Sünde betont: „Je mehr geweint wurde, desto gesegneter erschien die Versammlung.“

### Das Vereinsblatt Friedensbote / Pakajaus Paslas
Kukat leitete das in deutscher und litauischer Sprache publizierte Mitteilungsblatt des Ostpreußischen Gebetsvereins Friedensbote/Pakajaus Paslas. Es wurde in Memel in einer Auflage von über 500 Exemplaren gedruckt und erschien zwischen 1881 und 1939. Kurz nach Ende des Zweiten Weltkriegs konnte das Blatt mit Genehmigung der englischen Militärbehörden wieder erscheinen.

## Zitate
„Wenn ich im Geiste stehe, vergesse ich, daß ich im Fleische bin.“

„Wir kämpfen mit Luthers Lehre und der Heiligen Schrift gegen die Gottlosigkeit und falsche Lehre innerhalb der Landeskirche, verwerfen die falsche Lehre der Wiedertäufer und Chiliasten (der Tausendjährigen), wie auch sämtliche Glaubensrichtungen, Parteien und Sekten, welche die Bibel wider Katechismus und wider die Augsburgische Konfession auslegen.“

„Nach einstündigem Marsche gelangten auch wir an das erleuchtete große Wohnhaus. Lauter Choralgesang tönte uns entgegen. Beim Eintritt ins Innere war rechts ein Doppelzimmer mit etwa 50 Frauen und 20 Männern gefüllt, die erst im Gebet knieend, dann auf Bänken und Stühlen sitzend, die eigentümlichen litauischen Choräle sangen. … Ich wurde vorderhand ins linke Zimmer geführt, man wartete auf mein Kommen. Da saßen denn schon mehrere Verkünder und Freunde beisammen, der Hausherr begrüßte uns und lud uns zum Abendmahl ein, da gab es Bier, Kaffee und Milch, Brot, Fleisch und Früchte vorzüglich und in Hülle und Fülle. Galant gewährte man meiner Frau einen Ehrenplatz, und nach kurzem Imbiß gingen wir in die Versammlung und erhielten unseren Sitz, trotz Sträubens, auf der Bank der Prediger. Über das lange und harte Knieen auf Holzdiele oder Stein sehen die Brüder ebenso leicht hinweg, wie über die Filzpantoffeln des einen Verkünders. Kukat saß am Tische, neben ihm je ein Bauernpriester. Nach dem Gesänge des Chorales betete der Linke ein deutsches Gebet von der Sündhaftigkeit und Buße der Menschen, worin sich ein fortwährendes Stöhnen sündenbeladener Gemüter mischte. Es folgte ein neuer Choral, der mit derselben Inbrunst und in Gott versenkter Miene zu Ende gesungen ward, und dann eine litauische Predigt und der Gesang des Liedes: ‚Herr Jesu Christ, dich zu uns wend.’ Nun erhob sich Kukat, las die Geschichte von Pauli Bekehrung aus der Bibel vor, wie sie jeder tüchtige Pastor vorlesen kann, und ergriff dann das Wort zur Predigt. Kukat ist ein bedeutender Redner. Es fließt aus seinem Munde ohne Anstoß und Versprechen. Es folgten der Reihe nach von Seiten der anderen Verkünder ein langes seufzerreiches litauisches, dann ein deutsches Gebet und das Vaterunser; zum Schlusse sang man: ‚Unsern Ausgang segne Gott’, und zerstreute sich nach einem stillen Gebet. … Die neue Richtung trägt gescheiteltes Haar, ausgesucht einfache Kleidung in Schwarz und Weiß, verwirft mit der farbigen Marginne alles Bunte und haßt die abschweifenden volkstümlichen Erklärungen. Man betet still im Versammlungszimmer beim Ein- und Austritt. Man singt das dreimal Heilig, und die Predigt erstreckt sich nur auf Ermahnung und Spruchwiederholung. Die Alten tadeln an den Neuen: Starrheit der Lehre und Sucht, äußerlich aufzufallen, diese umgekehrt an jenen: Menschensatzung und Abweichung von der Heiligen Schrift. Gemeinsam ist beiden ein tugendhaftes Leben, das den Gerichten nichts zu tun gibt, ferner die eifrige Unterstützung des Missionswerkes, der häufige Genuß des Abendmahls. Die Verkünder dagegen predigen nur, geben an, Visionen zu haben und durch Handauflegung Kranke heilen zu können. Sie bilden sich selbst aus, sobald sie glauben, Gott habe ihnen das Predigtamt gegeben. Sie stehen in hohem Ansehen bei den Brüdern und wissen es sich auch zu erhalten. Gegenwärtig (1902) steht an der Spitze der bekannte Christoph Kukat, ein ehemaliger Besitzer in der Tilsiter Gegend, der mehrere Kirchen sein eigen nannte. Er ist schon in ganz Deutschland als Wanderlehrer thätig gewesen, ward einmal für irrsinnig erklärt, erhielt aber schließlich vom Oberkirchenrat die Erlaubnis zum Predigen.“